# La Chorrera
La Chorrera ist eine Stadt in der mittelamerikanischen Republik Panama. Sie liegt ca. 30 km westlich von Panama-Stadt im gleichnamigen Bezirk La Chorrera der Provinz Panamá Oeste.
La Chorrera hatte 2023 65.438 Einwohner und eine Fläche von 22,7 km². Das Wahrzeichen La Chorreras ist El Chorro, der Wasserfall, der ca. 7 Meter hoch und 15 Meter breit ist. Im Umkreis La Chorreras gibt es noch viele weitere, allerdings kleinere Wasserfälle zu sehen, weshalb auch der Name Chorrera (un chorro = ein Wasserfall) entstand. Das Zentrum Chorreras ist der Parque Feuillet, der Knotenpunkt des gesamten öffentlichen Verkehrs dieser Stadt. Von hier aus lassen sich im Minutentakt Busse in die Hauptstadt, aber auch an die direkt angrenzende Panamericana nehmen, von wo aus man einen Bus bis ans andere Ende des Landes, der Stadt David, nehmen kann.

## Söhne und Töchter der Stadt
- Aristides Royo (* 1940), 36. Staatspräsident von Panama
- José Luis Garcés Rivera (* 1981), Fußballspieler
- Andrea Ferris (* 1987), Mittel- und Langstreckenläuferin